# Жанвиль (Кальвадос)
Жанви́ль (фр. Janville) — коммуна во Франции, находится в регионе Нижняя Нормандия. Департамент коммуны — Кальвадос. Входит в состав кантона Троарн. Округ коммуны — Кан.
Код INSEE коммуны — 14344.

## Население
Население коммуны на 2010 год составляло 362 человека.
| 1962 | 1968 | 1975 | 1982 | 1990 | 1999 | 2010 |
| ---- | ---- | ---- | ---- | ---- | ---- | ---- |
| 128  | 126  | 166  | 340  | 415  | 406  | 362  |

## Экономика
В 2010 году среди 255 человек трудоспособного возраста (15—64 лет) 176 были экономически активными, 79 — неактивными (показатель активности — 69,0 %, в 1999 году было 70,3 %). Из 176 активных жителей работали 166 человек (90 мужчин и 76 женщин), безработных было 10 (5 мужчин и 5 женщин). Среди 79 неактивных 25 человек были учениками или студентами, 37 — пенсионерами, 17 были неактивными по другим причинам.